# Raoul Daufresne de la Chevalerie
Raoul Constantin Joseph Ghislain Daufresne de la Chevalerie (Brugge, 17 maart 1881 - Ukkel, 25 november 1967) was een Belgisch sporter die actief was als voetballer, hockeyer, tennisser en ruiter. Hij was de trainer van het Belgisch voetbalelftal dat in 1920 olympisch kampioen werd. Na zijn sportloopbaan bouwde Daufresne een commerciële loopbaan uit. In 1940 werd hij weer opgeroepen in het leger en werd hij bevelhebber van de Belgische landmacht in Groot-Brittannië.

## Familie
Baron Raoul Daufresne de la Chevalerie was de zoon van Mathieu Daufresne de la Chevalerie (Hasselt 1855 - Schaarbeek 1941) en van Hélène Ensor (Brugge 1856 - 1941), enige dochter van de commandant van de Brugse Jagers-Verkenners, Léonce Ensor (Gent 1832 - Brugge 1905).
Hij trouwde in 1903 in Halsteren (Nederland) met Suzanne de Ram (Halsteren 1882 - Boirs 1930) van wie hij scheidde in februari 1922. Hij hertrouwde, twee maanden na de scheiding, in Londen, met Hélène Termote (Brugge 1886 - Ukkel 1973), dochter van de Brugse notaris en liberaal volksvertegenwoordiger Léon Termote (Brugge 1851 - Sint-Joost-ten-Node 1915) en Marie-Henriette Claeys, die eerst getrouwd was geweest met de Brugse koopman, voorzitter van de Brugse Kamer van Koophandel en liberaal gemeenteraadslid William Dumon (1878-1928). Uit het eerste huwelijk had hij een zoon, Guy Daufresne de la Chevalerie (Brugge 1904 - Brussel 2006) die Belgisch ambassadeur werd.
In 1959 werd Raoul Daufresne in de Belgische erfelijke adelstand verheven, met de bij eerste geboorte overdraagbare baronstitel.

## Sport

### Voetbal
Daufresne de la Chevalerie debuteerde in 1903 als aanvaller in het eerste elftal van Cercle Brugge.  Hij bleef er spelen tot einde 1907 en was vanaf 1905 eveneens voorzitter van de vereniging. In totaal speelde hij 35 wedstrijden voor Cercle en scoorde hierbij 6 doelpunten.
In 1908 trok Daufresne naar stadsrivaal Club Brugge en speelde er vier seizoenen tot in 1912 toen hij een punt zette achter zijn spelersloopbaan op het hoogste niveau. Hij was er eveneens bestuurslid.
In totaal speelde Daufresne 98 wedstrijden in Eerste klasse en scoorde hierbij 13 doelpunten. In 1921 ging hij als trainer aan de slag bij Leopold CB voor vier seizoenen, en in 1925 voor twee jaar bij Sprimont Sport.

### Andere sporten
Naast het voetbal was Daufresne nog actief in andere sporten. Hij beoefende de paardensport en was daarnaast ook nog tennisser en hockeyer. Na het beëindigen van zijn voetballoopbaan bleef hij een actief tennis- en hockeyspeler.

### Olympische Zomerspelen van 1920 in Antwerpen
Tijdens de Olympische Zomerspelen 1920 in Antwerpen was Daufresne de la Chevalerie, die op dat moment 39 jaar was, speler van de Belgische hockeyploeg die de bronzen medaille behaalde. Hij nam eveneens deel aan de kwalificaties in het tennis.

## Militaire loopbaan
Bij het uitbreken van de Eerste Wereldoorlog was Daufresne de la Chevalerie officier in de infanterie en klom op tot de rang van kapitein bij het einde van de oorlog in 1918. Hij verliet toen het leger voor de verderzetting van zijn sportieve en vervolgens commerciële carrière.
Tijdens het interbellum werd Daufresne een aantal maal in het reservekader bevorderd en klom hij op tot de rang van generaal-majoor in de Belgische landmacht.
Tijdens de Achttiendaagse Veldtocht was hij, als opgeroepen reservist, bevelhebber van de 17de Infanteriedivisie. Hij werd door de Duitsers gevangengenomen maar werd al vlug bevrijd en trok via Marseille naar Groot-Brittannië. In augustus 1941 werd Daufresne, die inmiddels bevorderd was tot luitenant-generaal, bevelhebber van de Belgische landmacht in Groot-Brittannië als opvolger van Victor van Strydonck de Burkel. Daufresne bleef bevelhebber tot augustus 1942 en werd opgevolgd door Jean-Baptiste Piron. Die beschreef in zijn memoires zijn voorganger op een sarcastische manier:
Op een dag ontmoette ik bij de kleermaker de reserve luitenant-generaal aan wie het bevel over de kleine landmacht was toevertrouwd. In 1914 was hij cavalerieofficier, maar op zijn verzoek was hij overgeplaatst naar de infanterie. Hij had daar eerlijk gestreden. In 1918 verliet hij het leger om zijn talenten als salonjonker in meer winstgevende zaken uit te oefenen. Hij verliet de dienst als kapitein en tijdens de twintig jaar vrede had hij een bevordering gekend die hem als actief militair niet zou zijn te beurt gevallen. Hij had dit te danken, zo zegde men, aan de bescherming van een zeer hooggeplaatste vriend. Tijdens de mobilisatie van 1939 had hij, met de graad van generaal-majoor, het bevel gekregen over een divisie van de tweede reserve. Hij was op spectaculaire wijze in Groot-Brittannië aangekomen, na een gemakkelijke reis van Marseille naar Londen, via de Verenigde Staten, en dit, welteverstaan, in luxeklasse. De generaal had in de mess zondagse tea-parties en woensdagse lunch-parties ingevoerd. Hij had, met de subsidies van het ministerie, een klein salon laten inrichten met daarin roze zetels en divans. Daar ontving hij de mooiste meiden uit het gezelschap. Hij was elegant, het haar opgesmukt, zeer sportief, goed “geconserveerd” ondanks zijn zestig jaar, en men fluisterde dat hij nog bewonderenswaardige scores haalde bij de dames.
Daufresne besloot zijn militaire carrière in 1946 als militair attaché in Tsjecho-Slowakije.

### Rangen
- Eerste luitenant: 1914
- Kapitein: 1918[2]
- Generaal-majoor: 26 maart 1937[3]
- Luitenant-generaal: augustus 1941[2]